# Frachtowiec
Frachtowiec – statek handlowy przewożący towary drogą morską, będący w dyspozycji przewoźnika, np. masowiec, kontenerowiec, zbiornikowiec, drobnicowiec. Termin ten wiąże się z wziętym z języka niemieckiego słowem fracht, który oznacza opłatę za przewóz towarów drogą morską. Stawki zwykle uzależnione są od masy i objętości przesyłki.
W Polskiej Marynarce Handlowej nazwy tej używa się niezbyt często, zastępując ją terminem statek towarowy. 
W twórczości fantastyczno naukowej – frachtowiec jest to kosmiczny statek towarowy, np. Nostromo.